# Емільянув (Томашовський повіт)
Емільянув (пол. Emilianów) — село в Польщі, у гміні Любохня Томашовського повіту Лодзинського воєводства.
Населення — 214 осіб (2011).
У 1975-1998 роках село належало до Пйотрковського воєводства.

## Демографія
Демографічна структура станом на 31 березня 2011 року:
|          | Загалом | Допрацездатний вік | Працездатний вік | Постпрацездатний вік |
| -------- | ------- | ------------------ | ---------------- | -------------------- |
| Чоловіки | 105     | 30                 | 68               | 7                    |
| Жінки    | 109     | 21                 | 64               | 24                   |
| Разом    | 214     | 51                 | 132              | 31                   |